# Part of Me
Singles de Katy Perry
The One That Got Away
(2011) Wide Awake
(2012)
Part of Me est une chanson de l'artiste américaine Katy Perry, issue de la réédition de son second album Teenage Dream intitulée Teenage Dream: The Complete Confection (2012). La chanson dance-pop et pop rock a été écrite par Katy Perry et Bonnie McKee, tandis que la production et l'écriture supplémentaire ont été réalisées par Lukasz Gottwald et Max Martin. La chanson n'a pas été ajoutée à l'album car Perry estimait qu'elle n'allait pas avec le reste. À la fin de l'année 2010, la démo complète de la chanson fuite sur le net et les critiques pensent que les paroles sont destinées à Travis McCoy. Part of Me est retravaillée et sort le 13 février 2012 sous le label Capitol Records. La couverture du single est réalisée par la photographe Mary Ellen Matthews.
Musicalement, Part of Me est une chanson mélangeant dance-pop, pop rock et house music comparée à Domino (2011) de Jessie J, Firework (2010) et California Gurls (2010). Les paroles évoquent un sentiment de liberté après une rupture dramatique. La chanson reçoit des avis mitigés mais aussi positifs de la part des critiques qui apprécient la production mais pas la voix de Perry. La presse suppose que les paroles s'adressent à Russell Brand et à son divorce. La chanteuse dénie ces allégations, en disant que la chanson date de début 2010.
Part of Me rencontre un succès commercial. Elle démarre en pole position du Billboard Hot 100, devenant la vingtième chanson à le faire et le septième numéro un de la chanteuse. La chanson entre aussi directement numéro un au Canada et au Royaume-Uni. Elle devient le neuvième numéro un consécutif de l'artiste dans le Hot Dance Club Songs. Elle est certifiée disque de platine en Australie, en Nouvelle-Zélande et aux États-Unis. La chanson sert de publicité pour la marque Adidas et le jeu The Sims 3: The Showtime avant d'être reprise par Lindsey Pavao dans la saison 2 de The Voice.
Un clip est tourné dans le Marine Corps Base Camp Pendleton de la United States Marine Corps à Oceanside. Le clip montre Perry s'engager dans les marines après une rupture. Même si la vidéo est bien reçue par les critiques, qui y voient un message girl power, elle est critiquée par Naomi Wolf qui y voit une propagande militaire et fut l'objet d'une vidéo de La Ferme Jérôme sur MTV. Perry interprète la chanson lors de la 54e cérémonie des Grammy Awards, des Kids' Choice Awards 2012 et d'American Idol.

## Genèse
« J'ai écrit Part of Me il y a deux ans et j'ai toujours su que Part of Me était une chanson spéciale. C'est comme si ma vie jouait avec ces chansons. J'ai l'impression d'être dans un Truman Show où je me dit : « Pourquoi ce single est-il approprié maintenant et pourquoi ne l'a-t-il pas été avant ? » C'est juste dingue ».
Part of Me a été écrite par Katy Perry, Dr. Luke, Bonnie McKee et Max Martin lors des sessions d'enregistrement de Teenage Dream en 2010 où ils produisent California Gurls, Teenage Dream et Last Friday Night (T.G.I.F.). Perry et McKee étaient déjà amies avant qu'elle ne lui demande une chanson intitulée Part of Me. Selon Rolling Stone, McKee est resté éveillé toute la nuit pour écrire les paroles. Quand Perry voit la chanson et lit la troisième ligne, elle crie : « Nous t'avons acheté une voiture ! ».
Perry enregistre une démo qui fuite sur Internet entièrement le 30 décembre 2010. Des rumeurs spéculent que la chanson est un des restes des sessions d'enregistrement de Teenage Dream et les fans supposent qu'elle pourrait être ajoutée à une réédition de l'album. Cette réédition est confirmée en janvier 2012 où Perry annonce via son site officiel que la réédition contiendrait les douze chansons de l'album plus trois nouvelles chansons et un remix prévus pour le 26 mars 2012. Perry déclare : « C'est l'histoire complète de Teenage Dream. C'est un honneur incroyable d'égale le record du King of Pop, mais je vais de l'avant et j'ai encore plus d'un tour dans mon sac. C'est l'édition complète de mon album pour mes fans ». Part of Me sort officiellement le 13 février 2012 comme premier single de la réédition,.
Perry avait prévu d'ajouter la chanson sur l'édition deluxe plutôt que l'originale car elle pensait qu'elle n'avait pas la même composition que l'album. Le 11 février, deux jours avant sa première mondiale, la chanson fuite à nouveau sur Internet avec une nouvelle production et des paroles légèrement modifiées. Part of Me sort sur iTunes le 14 février 2012 après sa prestation aux Grammy Awards. Aux États-Unis, Part of Me est envoyée aux radios contemporaines le 21 février 2012. La chanson sort en France, en Irlande et au Royaume-Uni le 18 mars 2012 en téléchargement et CD. Perry révèle plus tard sur Twitter que tout l'argent récolté par la vente des CD sera reversé à MusiCares. La pochette du single est une photo prise par Mary Ellen Matthews pour l'apparition de Perry dans le 710e épisode de la 37e saison de Saturday Night Live.

## Clip vidéo
Pour le jeu vidéo The Sims 3: Showtime, Perry filma une vidéo d'une durée de 30 secondes où elle chante Part of Me, qui fut mise en ligne via la page Youtube des Sims. Perry commença à filmer le clip officiel de Part of Me le 16 février 2012. Le tournage eut lieu au Marine Corps Base Camp Pendleton des United States Marine Corps à Oceanside en Californie. Le clip a été réalisé par Ben Mor. Il a été mis en ligne le 21 mars 2012 dans le cadre du programme MTV First: Katy Perry.

### Synopsis
Le clip raconte l'histoire d'une jeune femme qui s'aperçoit que son petit ami la trompe. Furieuse, elle roule vers une station service et s'engage dans l'armée pour oublier cette rupture .

## Classements et certifications
| Classement (2012)                          | Meilleure position |
| ------------------------------------------ | ------------------ |
| Afrique du Sud (Mediaguide)                | 2                  |
| Allemagne (Media Control AG)               | 20                 |
| Australie (ARIA)                           | 5                  |
| Autriche (Ö3 Austria Top 40)               | 18                 |
| Belgique (Flandre Ultratop 50 Singles)     | 18                 |
| Belgique (Wallonie Ultratop 50 Singles)    | 28                 |
| Canada (Hot 100)                           | 1                  |
| Croatie (Airplay Radio Chart)              | 2                  |
| Écosse (OCC)                               | 1                  |
| Espagne (PROMUSICAE)                       | 48                 |
| États-Unis (Hot 100)                       | 1                  |
| États-Unis (Pop Airplay)                   | 3                  |
| États-Unis (Adult Pop Songs)               | 4                  |
| États-Unis (Dance Club Songs)              | 1                  |
| France (SNEP)                              | 13                 |
| Hongrie (Rádiós Top 40)                    | 6                  |
| Irlande (IRMA)                             | 5                  |
| Japon (Hot 100)                            | 22                 |
| Liban (Lebanese Top 20)                    | 3                  |
| Mexique (Billboard Mexico)                 | 25                 |
| Nouvelle-Zélande (RMNZ)                    | 1                  |
| Pays-Bas (Nederlandse Top 40)              | 27                 |
| Tchéquie (IFPI Rádio)                      | 17                 |
| Royaume-Uni (UK Singles Chart)             | 1                  |
| Slovaquie (IFPI Rádio)                     | 11                 |
| Suisse (Schweizer Hitparade)               | 33                 |
| Venezuela Pop Rock General (Record Report) | 1                  |

| Pays                     | Certifications |
| ------------------------ | -------------- |
| Australie (ARIA)         | 3 × Platine    |
| Canada (CRIA)            | 3 × Platine    |
| Danemark (IFPI)          | Or             |
| Italie (FIMI)            | Or             |
| Nouvelle-Zélande (RIANZ) | Platine        |
| Royaume-Uni (BPI)        | Argent         |
| États-Unis (RIAA)        | 2 × Platine    |

## Historique de sortie
| Pays        | Date            | Format                 |
| ----------- | --------------- | ---------------------- |
| Monde       | 14 février 2012 | Téléchargement digital |
| États-Unis  | 21 février 2012 | Radio diffusion        |
| Irlande     | 18 mars 2012    | Téléchargement digital |
| Royaume-Uni | 18 mars 2012    | Téléchargement digital |
| Royaume-Uni | 23 avril 2012   | CD single              |